# Sân ga

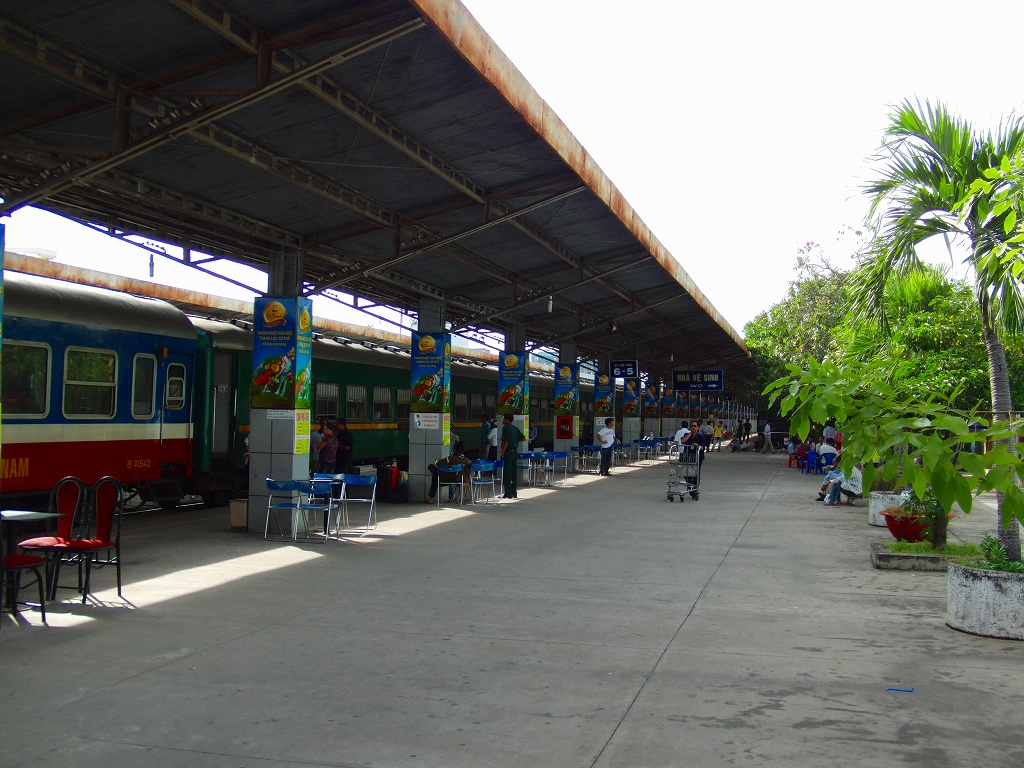
Một sân ga tại Ga Sài Gòn, Việt Nam

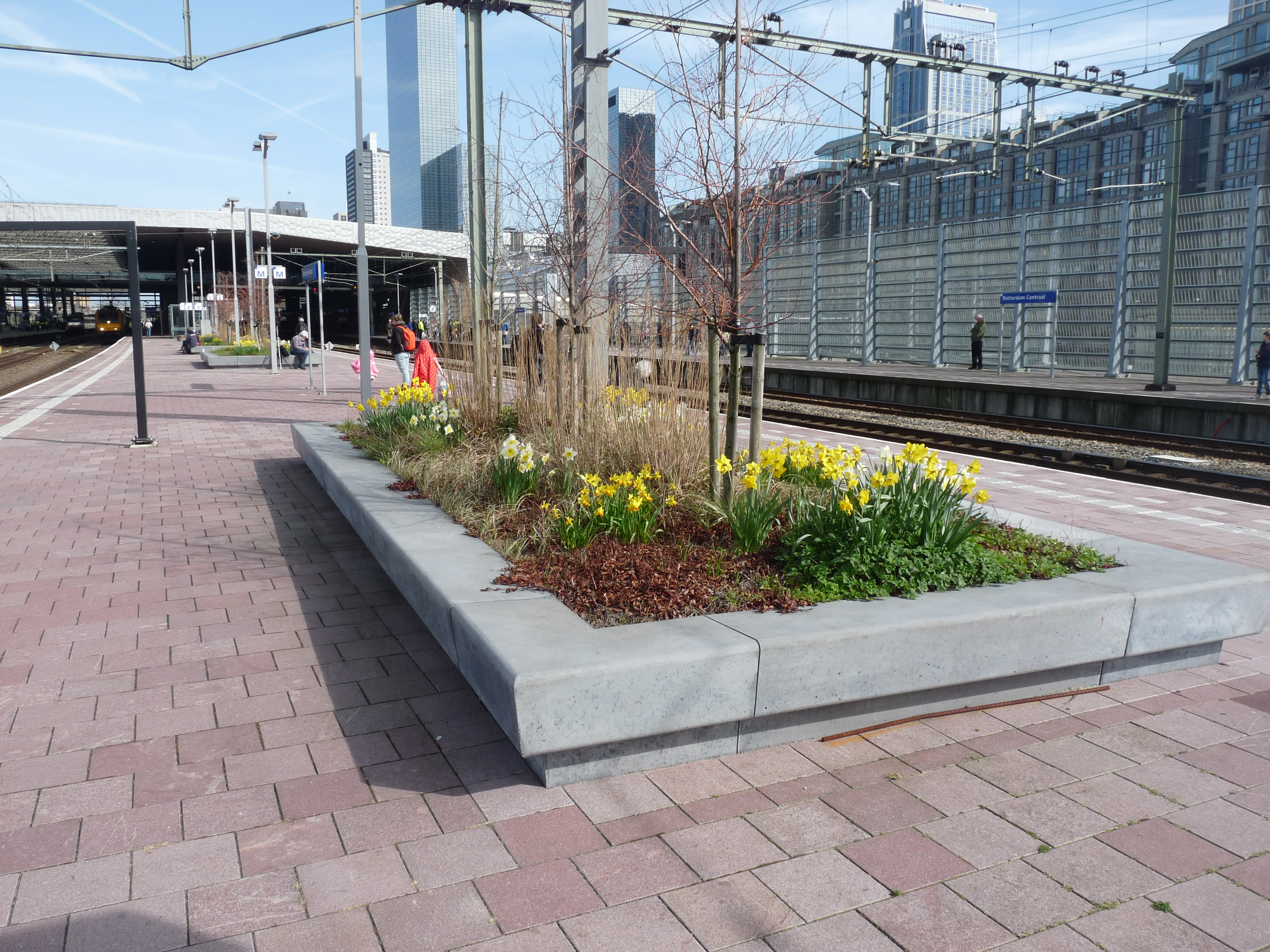
Một sân ga tại ga Rotterdam Centraal, Hà Lan

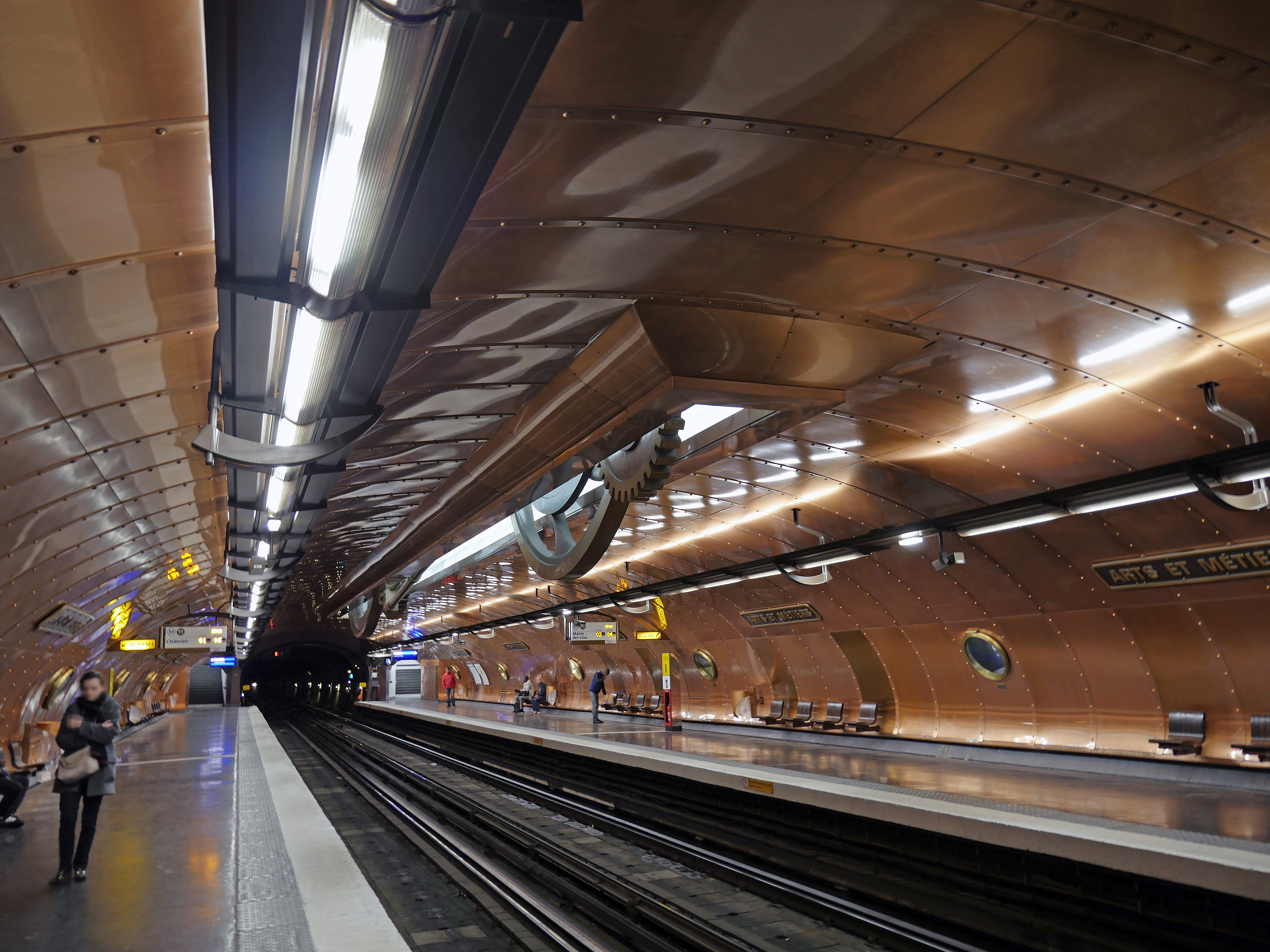
Các sân ga tại ga Arts et Métiers trên Tuyến số 11 Đường sắt đô thị Paris

Sân ga hay ke ga là khu vực trong một nhà ga được bố trí dọc theo đường ray để tạo điều kiện thuận tiện cho việc đón trả khách. Hầu hết các nhà ga đều có một vài sân ga khác nhau, riêng các nhà ga lớn sẽ có rất nhiều sân ga.
Sân ga dài nhất thế giới tọa lạc ở ga Gorakhpur Junction, Ấn Độ, với chiều dài 1.355,40 mét (4.446,9 ft). Sân ga ngắn nhất nằm ở Appalachian Trail, Hoa Kỳ, với chiều dài chỉ bằng một băng ghế.
Trong tiếng Anh Mỹ, cụ thể là đối với một số người phục vụ trên các chuyến tàu hỏa ở Hoa Kỳ, từ "platform" thường được dùng như một động từ thay vì danh từ, trong trường hợp này có nghĩa là "tàu đến bến". Ví dụ, từ "platform" trong câu "The last two cars of this train will not platform at East Rockaway" có nghĩa là: "Hai toa cuối  của chuyến tàu này sẽ không cập bến ở East Rockaway".

## Các loại sân ga

Sơ đồ này minh họa các loại sân ga khác nhau. Sân ga 1 là sân ga "vịnh", trong khi sân ga 2, 3 và 4 là sân ga "cạnh". Giữa sân ga 3 và 4 là sân ga "đảo".